# Коханці юстиції
«Коханці юстиції» — роман українського письменника Юрія Андруховича, виданий у 2017 році.

## Про книгу
«Коханці Юстиції» — паранормальний роман, у якому окремі життєписи з притаманною автору композиційно-стилістичною майстерністю об'єднуються в художню цілість і аж волають про восьми-з-половиною-серійну кінематографічну реалізацію. Родинно-побутові і політичні вбивства, зґвалтування і грабунки, розбещення малолітніх і загадкове відокремлення голови, ідейні зради і зради заради ідеї, закладені різним дияволам душі й не завжди справедливі, але часто жахливі покарання. Чого ще треба, щоб читач відчув себе благим і з насолодою усвідомив свою моральну перевагу над нещасними коханцями примхливої Юстиції? Та вже — за старою доброю традицією — й над автором, якому спало на думку увічнити таких пропащих істот.
Говорячи про цю книгу, головна редакторка BBC News Україна Ніна Кур'ята зазначила: «Роман Юрія Андруховича — про людей у неймовірно складних, часто трагічних ситуаціях. Ці бунтівники та ідеалісти хочуть по-своєму усправедливити недосконалий світ. Особлива принадність тексту в поєднанні історичного антуражу, навіть документальних свідчень — з містикою й легендою. Історія й сучасність нагадують про відносність істини, але й про необхідність її шукати».

Писати «Коханців Юстиції» Юрій Андрухович почав 27 років тому, навіть не знаючи про те, що це буде роман і що він саме так називатиметься:
«І щоб він мені врешті написався, — каже автор, — я мусив кілька разів ставати іншою людиною. Я не вигадував цих історій: вони самі мене знаходили, а я лише доповнював їх вірогідними деталями. Хотілося створити густо-насичений і в той же час абсолютно захопливий текст, від якого читачеві дуже нелегко відірватися».

## Критика
«Про що письменник дбав, то це про руйнування горизонту читацьких очікувань. Складно навіть з певністю сказати, де тут межа між белетристикою й документалістикою.»

— Віра Агеєва
«Коханці Юстиції»– вельми строката книжка. Її можна назвати мозаїчною і кінематографічною — на це друге натякає й автор. Конструктивно та концептуально текст, напевно, є ближчим до «Таємниці», а образним насиченням і карнавальним настроєм наближається до «класичної» трилогії Андруховича. Щоправда, із геть іншим темпоритмом: замисленим, поступовим, навіть медитативним."
— Олег Коцарєв

## Нагороди
Переможець конкурсу «Книга року БіБіСі 2018».